# Posuhivka, Babanka
Posuhivka (în ucraineană Посухівка) este o comună în raionul Babanka, regiunea Cerkasî, Ucraina, formată numai din satul de reședință.

## Demografie
Componența lingvistică a comunei Posuhivka
     Ucraineană (98,06%)
     Rusă (1,45%)
     Alte limbi (0,48%)
Conform recensământului din 2001, majoritatea populației comunei Posuhivka era vorbitoare de ucraineană (98,06%), existând în minoritate și vorbitori de rusă (1,45%).